# Рестовка-Маре
Рестовка-Маре — річка в Україні (Чернівецька область, Сторожинецький район) та Румунії. Ліва притока Фальків (басейн Дунаю).

## Опис
Довжина річки приблизно 6 км. Формується з багатьох безіменних струмків.

## Розташування
Бере початок на південному сході від села Фальківа. Тече переважно на південний захід через українсько-румунський кордон і в селі Фалькеу впадає у річку Фальків, ліву притоку Сучави.